# Флаг Котельников
Флаг муниципального образования городской округ Коте́льники Московской области Российской Федерации — опознавательно-правовой знак, служащий официальным символом муниципального образования.
Флаг утверждён 26 мая 1998 года, как флаг муниципального образования «Посёлок Котельники» (с ноября 2004 года — городской округ Котельники), и внесён в Государственный геральдический регистр Российской Федерации с присвоением регистрационного номера 304.
17 ноября 2010 года, решением Совета депутатов городского округа Котельники № 110/13, решение от 26 мая 1998 года было признано утратившим силу и было утверждено новое положение о флаге городского округа Котельники.
27 апреля 2011 года, решением Совета депутатов городского округа Котельники № 162/21, учитывая рекомендации Геральдической комиссии Московской области, было признано утратившим силу положение о флаге утверждённое предыдущим решением и утверждено новое положение о флаге городского округа Котельники.

## Описание
Описание флага муниципального образования «Посёлок Котельники», утверждённое 26 мая 1998 года, гласило:
«Флаг представляет собой прямоугольное полотнище с отношением ширины к длине 2:3, с зелёным полем флага и тремя жёлтыми котлами с чёрными дужками, расположенными вертикально друг под другом вдоль древка».
Описание флага городского округа Котельники, утверждённое 17 ноября 2010 года, гласило:
«Прямоугольное полотнище с отношением высоты к длине 2:3, с одноцветным зелёным полем флага и тремя жёлтыми котлами с чёрными дужками, расположенными вертикально друг под другом в левом углу поля, параллельно полосе для крепления древка».
Описание флага городского округа Котельники, утверждённое 27 апреля 2011 года, гласит:
«Прямоугольное, одноцветное, зелёное полотнище с отношением сторон 2:3 несущее три котла жёлтого цвета с чёрными дужками, которые расположены вертикально друг над другом и смещены к древку».
На протяжении всего времени рисунок флага оставался неизменным.

## Обоснование символики
Флаг городского округа Котельники языком символов в виде трёх котлов, отображает исторически закрепившееся за данной местностью название «Котельники». Существует несколько легенд, объясняющих происхождение древнего названия, и все они лексически связаны со словом «котёл». Одна из легенд, видимо более близкая исторической правде, связывает название Котельники с рельефом местности: «котлами» на Руси издавна называли небольшие болотистые низины, которыми изобилуют здешние окрестности.
Зелёный цвет — символ надежды, радости, изобилия, одновременно указывает на решающую роль природного ландшафта в архитектонике городского округа Котельники.
Жёлтый цвет (золото) — символ богатства, стабильности, уважения, интеллекта.
Чёрный цвет — символ осторожности, мудрости, постоянства в испытаниях.